# Дела Лоховского
«Дела́ Лохо́вского» (белор. Справы Лахоўскага) — художественный фильм 1997 года.
Фильм снят по мотивам произведений О. Генри и состоит из трёх новелл: «Привет от тёзки», «Лечение по доктору Лоховскому», «Голосовать „За“». Действие происходит в 1990-х годах в Минске.

## Сюжет
Главный герой фильма — Василий Лоховский, недавно освободившийся из ИТК после отбывания третьего срока за угоны машин.
В первой новелле, снятой на основе новеллы О. Генри «Поросячья этика», предприимчивый жулик по кличке Красавчик предлагает Лоховскому работать вместе. Он пытается обмануть Василия, не отдав ему его долю за украденный автомобиль, но сам оказывается обманутым.
Затем Лоховский зарабатывает на том, что излечивает пьяниц от алкоголизма по своей уникальной методике. В третьей новелле его выдвигают кандидатом в депутаты.
На протяжении всего фильма главный герой доказывает, что кличка Лох, данная ему на зоне — это не про него.

## В ролях
- Владимир Голынский — Лох
- Алексей Булдаков — Красавчик
- Михаил Светин — мэр
- Елена Внукова — Люси
- Станислав Садальский — Фоля
- Александр Подобед — Леонид Афанасьевич
- Евгений Крыжановский
- Вячеслав Павлють
- Максим Воронков — человек с глазами рептилии
- Семён Морозов — боцман

## Съёмочная группа
- Режиссёр — Борис Берзнер
- Сценарий — Борис Берзнер
- Композитор — Владимир Кондрусевич
- Оператор-постановщик — Валентин Швецов